# Élise Fraysse
Pour les articles homonymes, voir Fraysse et Lasserre.
Élise Fraysse née le 6 mai 1920 à Moissac et morte le 3 juin 1957 à Nanterre, est une sténo-dactylo et journaliste française.
Elle fut dirigeante de l’Union des femmes françaises et rédactrice en chef du magazine féministe et communiste Femmes françaises.

## Biographie

### Enfance et jeunesse
Élise Lasserre est la fille d’un coiffeur et d’une employée de commerce. Elle rejoint l’Union des jeunes filles de France (UJFF) avant 1939 et la Fédération sportive et gymnique du travail (FSGT).

### Engagement
Au cours de la Seconde Guerre mondiale, Élise Lasserre est secrétaire pour le fabricant de voitures Mazda situé à Courbevoie et adhère en octobre 1943 au Parti communiste parisien. Ainsi, elle prend part aux activités clandestines du parti et à celles des Forces unies de la jeunesse patriotique (FUJP).
De 1945 à 1949, elle est secrétaire générale puis présidente de l'UJFF puis d’octobre 1949 à mai 1952 elle devient rédactrice en chef du journal de l'Union des femmes françaises (UFF), Femmes françaises. C'est dans ce cadre qu'elle relate les manifestations pour l’indépendance de la Tunisie ; elle y est arrêtée le 15 février 1952 et en est expulsée en février 1952. Elle couvre également le congrès de l'UFF les 28 et 29 octobre 1949 pour sa première intervention dans le magazine.
Au début des années 1950, elle dirige le comité départemental de l'UFF puis est élue au bureau fédéral du parti communiste en mai 1954. En mars 1954, elle dirige l'UFF.
Elle siège également à la Fédération démocratique internationale des femmes. En 1955, elle est réélue au bureau fédéral.
Elle meurt prématurément en juin 1957. Madeleine Vincent, Étienne Fajon, Léon Feix, Georges Brichot et Maurice Carroué  représentent le parti communiste français lors de son inhumation.

### Vie privée
Le 8 août 1946, elle se marie à Gros-Chastang avec un agriculteur communiste, Louis Fraysse,. Ils ont une fille, Jacqueline, née en 1947 dans le 12e arrondissement de Paris, qui deviendra cardiologue, députée, sénatrice et maire communiste de Nanterre et un fils en 1949, Jean, qui sera professeur de lycée.

## Publication
- Femmes françaises, En Tunisie a Tazerka village martyr, 5 petits enfants ont été assassinés, France d'abord, 23 février 1952 (lire en ligne)